# مولي شويكت
مولي شويكت هي عالمة وأستاذة كندية متخصصة في الكيمياء والهندسة الطبية الحيوية، وهي زميلة للجمعية الملكية. وهي أول من يتولى منصب رئيس علماء مدينة أونتاريو. واشتهرت شويكت بأعمالها في هندسة الأنسجة، وهي وحدها من حصل على زمالة جميع الأكاديميات الوطنية الثلاثة في كندا. وقد عُينت رئيسة علماء أونتاريو في نوفمبر 2017، ولكن تم إلغاء هذا المنصب في يونيو 2018، وذلك بعدما انتقلت سلطات الحكومة من يد الحزب الليبرالي إلى الحزب المحافظ تحت قيادة دوغ فورد. وفي عام 2019، تم ترشيحها لتكون عضوًا في الجمعية الملكية في المملكة المتحدة.

## تعليمها
التحقت شويكت بمعهد ماساتشوستس للتكنولوجيا وفيه حصلت على درجة البكالريوس في الكيمياء عام 1987. ثم استكملت دراساتها العليا في جامعة ماساتشوستس، أمهرست، وفيها حصلت على درجة الدكتوراه في علم وهندسة البوليمرات عام 1992.

## حياتها المهنية
وبعد حصولها على الدكتوراه عُينت شويكت أستاذًا مساعدًا في جامعة براون، وذلك إلى جانب اشتغالها بالصناعة. ثم انضمت إلى جامعة تورونتو عام 1995، حيث لا تزال تعمل حتى الآن. وتتضمن أعمالها هندسة البوليمرات والأنسجة، والتي تختص بالتحديد في طرق توصيل الدواء، وتجدد الأنسجة. وفي مطلع حياتها المهنية شرعت في دراسة الحاجز الدموي الدماغي. وعليه فقد طورت طرقًا في توصيل الأدوية تتضمن استخدام الجل في توصيل العقار لمكان معين بداخل الجهاز العصبي المركزي وتخطي الحاجز الدموي الدماغي. ومن بين العقاقير التي يمكن توصيلها بتلك الطريقة هي: عقاقير العلاج الكيميائي، والأدوية المستخدمة في إبطاء أو علاج الأذى المسبب عن الجلطات الدماغية. وكذلك تخضع تلك الطريقة إلى التجربة مع الخلايا الجذعية، مما يتضمن استخدام الهيدروجيل في توصيل الخلايا الجذعية لإصلاح الشبكية التالفة. وقد صُممت مادة الهيدروجيل خصيصًا بحيث يسهل حقنها داخل الأنسجة، ووظيفتها أن تكون بمثابة سقالات للخلايا الجذعية بحيث تسمح لها أن تنمو على هيئة الشكل المجسم المطلوب.
وفي عام 2015، شاركت شويكت في تأسيس برنامج «Research2Reality» والذي يتضمن عرض الأبحاث العلمية في كندا عن طريق مقالات مدونة ومقاطع فيديو قصيرة. كما أنها أشرفت على محتويات معرض «Artful Science» في مطار تورونتو بيرسون الدولي.
وفي نوفمبر 2017، قامت مستشارة مدينة أونتاريو آنذاك (كاثلين وين) بتعيين شويكت رئيسة علماء أونتاريو. وتكفل فريقها المكون من ستة أشخاص بتكوين قناة إتصال بين الحكومة الفيدرالية وبين قطاع العلوم وقطاع الأعمال، وتشجيع الاستعانة بالأدلة العلمية في تطوير السياسات.
ولكن في 3 يوليو 2018، قرر الحزب المحافظ إلغاء منصب رئيس العلماء، وعليه فُصلت شويكت من منصبها.

## الجوائز والتكريمات
في عام 2010، صارت شويكت من بين أول 30 شخص يحصل على وسام أونتاريو.
وفي عام 2015، كانت شويكت الفائزة بجائزة لوريال اليونسكو للمرأة في العلوم المخصصة لأمريكا الشمالية، وذلك تقديرًا لأعمالها الخاصة بإصلاح الأنسجة العصبية، وتطوير طرق توصيل العقار إلى الحبل الشوكي مباشرة باستخدام مواد حديثة. وأعلنت شويكت دعمها للنساء في المجالات العلمية والبروفيسورات.
وقد منحتها جامعة تورنتو لقب أستاذة شرفية عام 2014، كما أنها خلعت عليها لقب «مخترع السنة» عام 2013. وفازت أيضًا بجائزة كوليف بوجي لعام 2017 المقدمة من معهد كندا للكيمياء. وهي تحمل منصب رئيسة الأبحاث في كندا في مجال هندسة الأنسجة.
وفي عام 2017، فازت بجائزة كيلام في الهندسة.[16] ومُنحت وسام كندا بدرجة مأمور، ذلك بقرار من مجلس الحكومة الكندية في 29 ديسمبر 2017.

## جوائز أخرى
- زمالة الجمعية الأمريكية لتقدم العلوم (2013)
- ميدالية اليوبل الألماسي للملكة إليزابيث الثانية (2013)
- زمالة الأكاديمية الكندية للعلوم التابعة للجمعية الملكية الكندية
- زمالة الأكاديمية الكندية للهندسة
- زمالة الأكاديمية الكندية للعلوم الصحية
- جائزة كبير العلماء المقدمة من الجمعية الدولية لهندسة الأنسجة والأدوية الإصلاحية (TERMIS)
- زمالة الجمعية الملكية، المملكة المتحدة